# Pelgrimsampul
Een pelgrimsampul is een flesje of kruik dat door pelgrims wordt meegedragen als watercontainer. Soms wordt het gebruikt voor het bewaren van water uit een geneeskrachtige bron of vloeistoffen die met heiligen in aanraking zijn geweest (aanraakreliek). In de late middeleeuwen waren het naast de pelgrimsinsignes en pelgrimshoorns bekende souvenirs van bedevaartsoorden.
Meestal is de ampul voorzien van een draagkoord en/of handvatten. Op de buik van de fles is vaak een afbeelding van een heilige in reliëf aangebracht.

Terracotta 'pelgrimsampul' met ophangkoord daterend uit het Nieuwe Rijk Egypte. Museo Egizio, Turijn
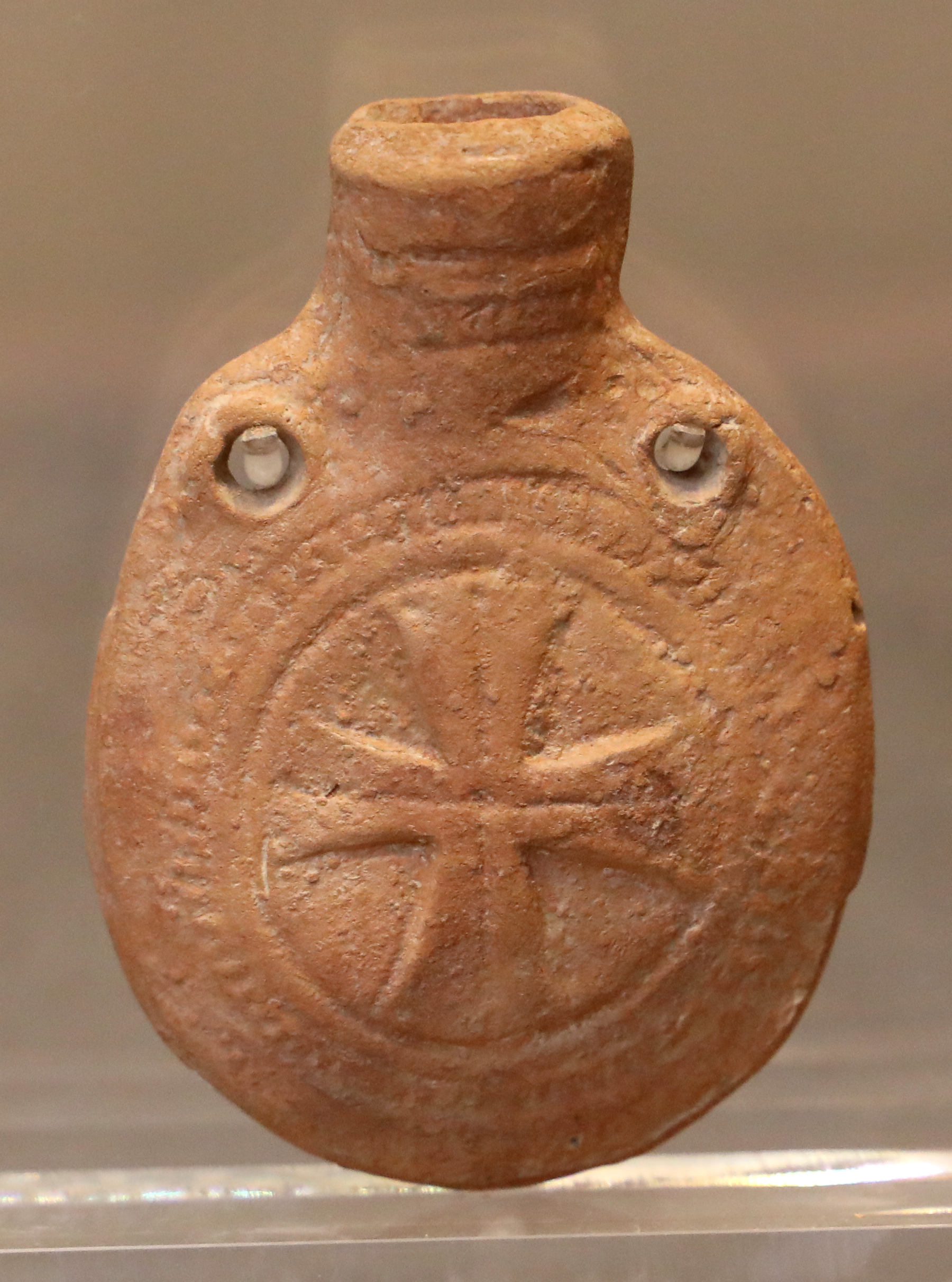
Pelgrimsampul van aardewerk (6e eeuw) uit Klein-Azië. Byzantijns & Christelijk Museum, Athene
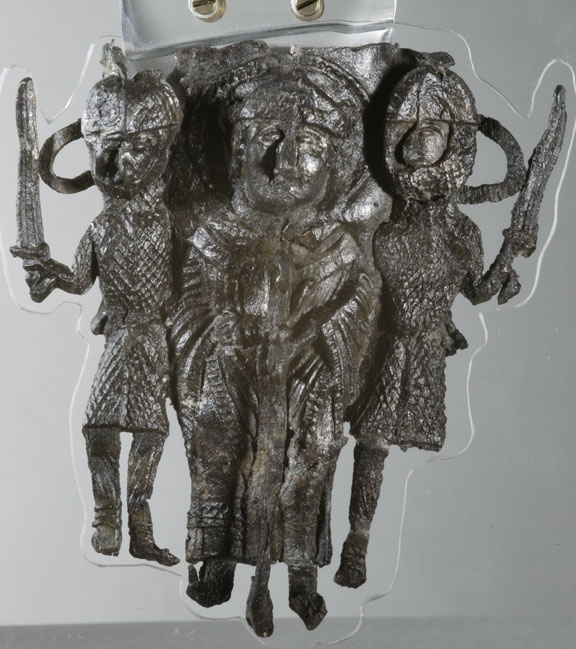
Pelgrimsampul van lood uit Canterbury met afbeelding van Thomas Becket. Museum Catharijneconvent, Utrecht
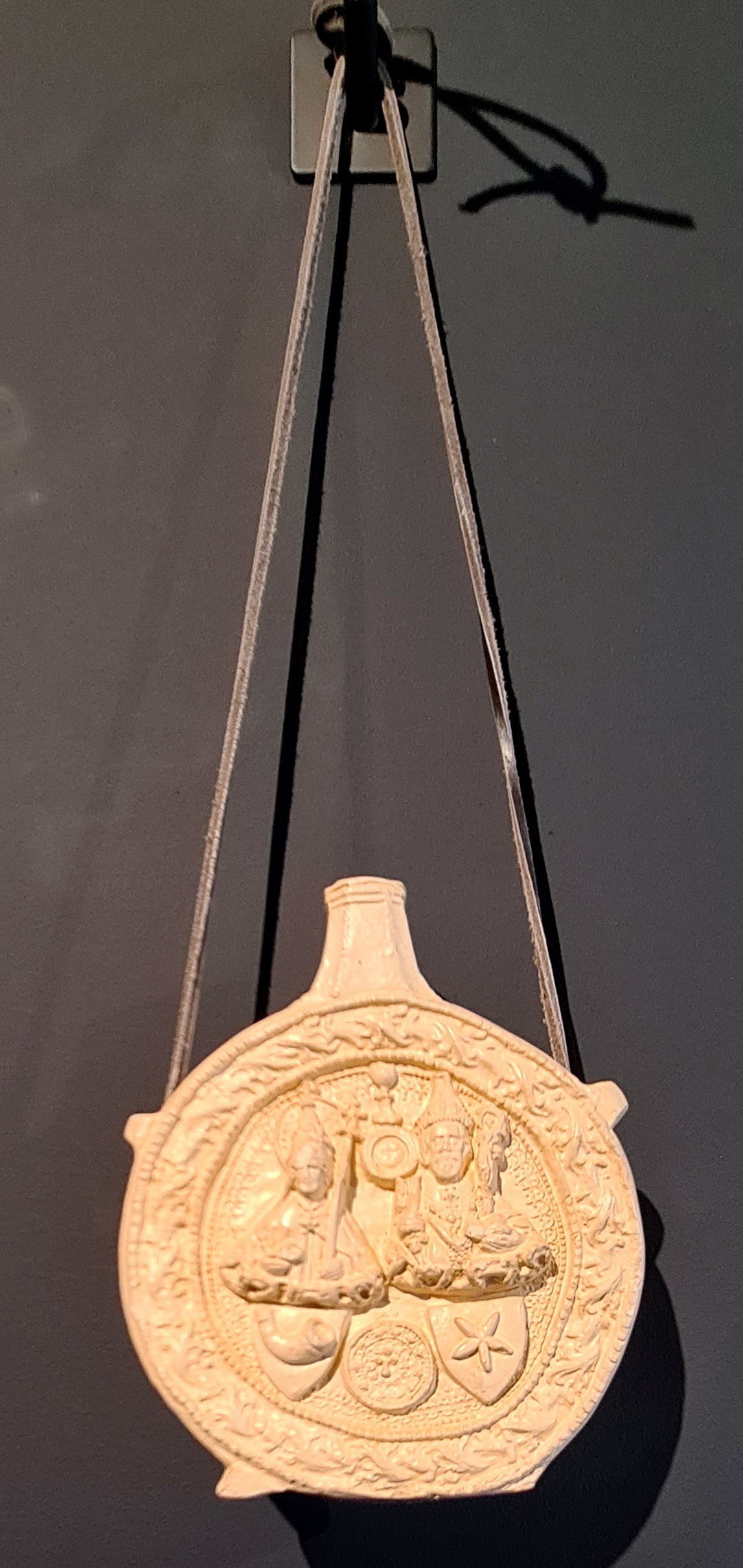
Pelgrimsampul met afbeelding Paus Cornelius (Kornelimünster) en Sint-Servaas (Maastricht). Replica, Centre Charlemagne, Aken